# Madison (Illinois)
Madison ist eine Stadt (mit dem Status „City“) im Madison County und zu einem kleineren Teil im St. Clair County im Westen des US-amerikanischen Bundesstaates Illinois.
Das U.S. Census Bureau hat bei der Volkszählung 2020 eine Einwohnerzahl von 3.171 ermittelt.
Die Stadt liegt im Metro-East genannten östlichen Teil der Metropolregion Greater St. Louis um die Stadt St. Louis im benachbarten Missouri.  

## Geografie

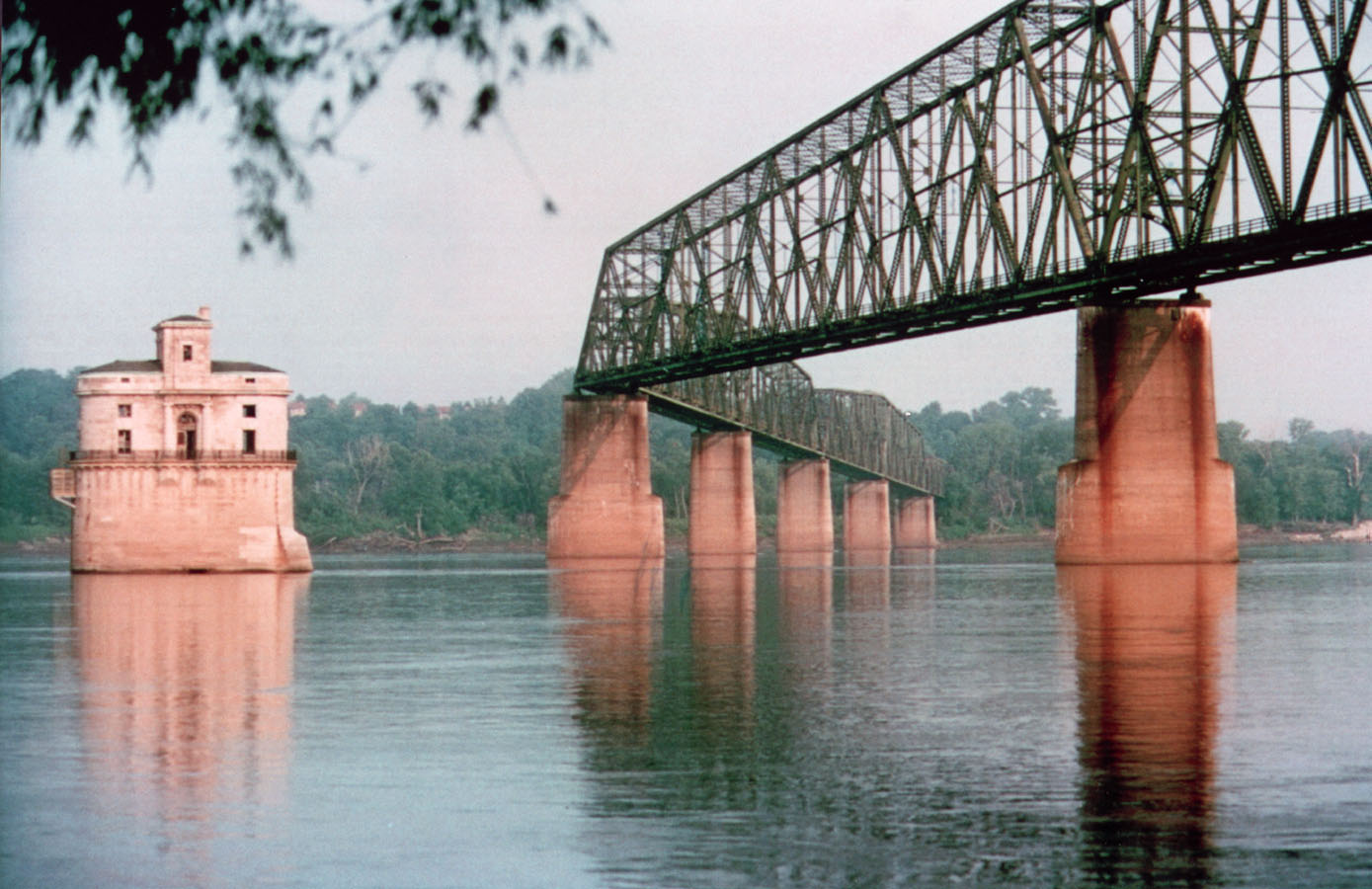
Die Chain of Rocks Bridge zwischen Madison und St. Louis, seit 2006 im NRHP gelistet

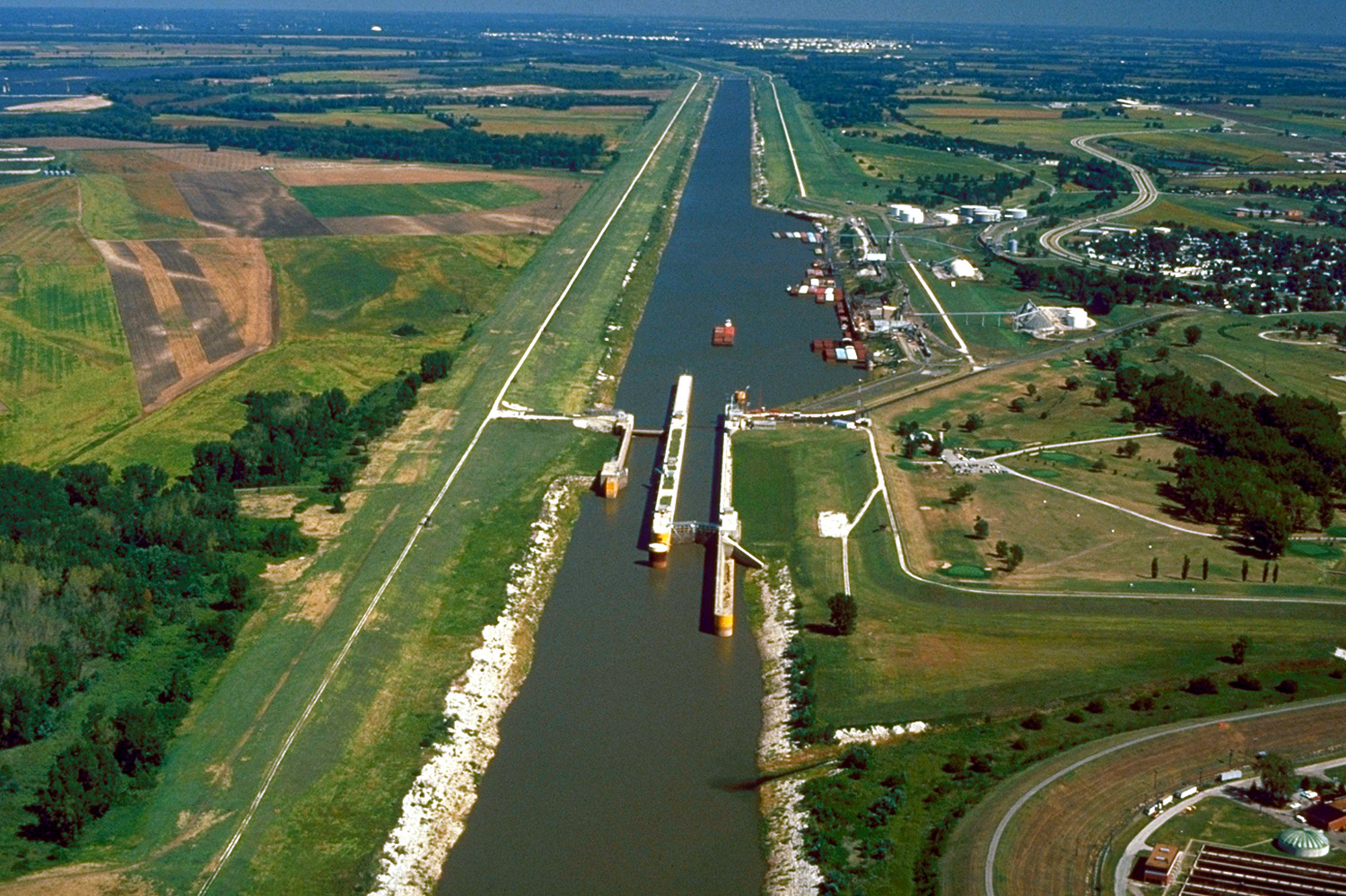
Chain of Rocks Canal mit der untersten Mississippischleuse

Madison liegt im nordöstlichen Vorortbereich von St. Louis am Mississippi, der die Grenze zum Bundesstaat Missouri bildet. Madison erstreckt sich über 45 km², die sich auf 38 km² Land- sowie 7 km² Wasserfläche verteilen.  
Auf Höhe der Stadt Madison ist der Mississippi nicht schiffbar, sodass die Flussschifffahrt diesen Abschnitt über den Chain of Rocks Canal überwindet. Hier befindet sich mit Chain of Rocks Lock auch die unterste und letzte Schleuse am oberen Mississippi und die einzige unterhalb der Mündung des Missouri.
Die unter Denkmalschutz stehende Chain of Rocks Bridge führt über den parallel verlaufenden Mississippi. Seit die New Chain of Rocks Bridge fertiggestellt wurde, ist die alte Brücke für den Kraftfahrzeugverkehr gesperrt und nur noch für Fußgänger und Radfahrer passierbar.
Im Nordosten grenzt das Stadtgebiet an den Horseshoe Lake State Park, der an einem heute nicht mehr mit dem Mississippi verbundenen Altarm liegt.
Die Stadt Madison liegt in der Venice, der Nameoki und der Chouteau Township des Madison County sowie der Canteen und der Stites Township des St. Clair County.

Benachbarte Orte von Madison sind Granite City (am nördlichen Stadtrand), Fairmont City (am östlichen Stadtrand), Washington Park (11 Kilometer südöstlich), Brooklyn (am südwestlichen Stadtrand), Venice (am westlichen Stadtrand). Auf dem gegenüberliegende Mississippiufer liegen im Nordwesten die Orte Glasgow Village und Bellefontaine Neighbors. Weiter südlich schließt sich das Stadtgebiet von St. Louis an, dessen Zentrum zehn Kilometer südwestlich liegt.

## Verkehr

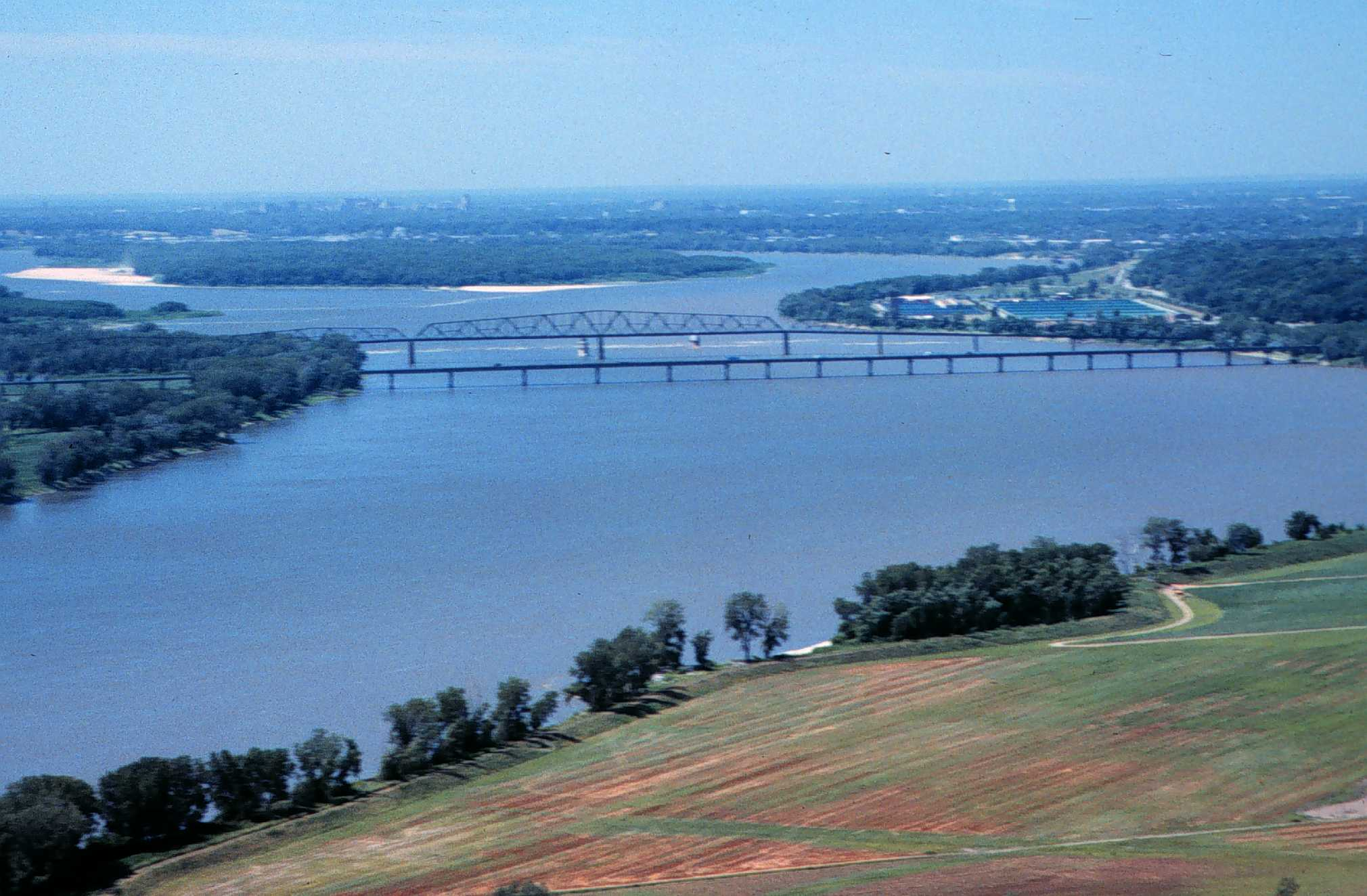
Die neue (vorn) und die alte (hinten) Chain of Rocks Bridge

Entlang des südöstlichen Stadtrandes verlaufen auf einer gemeinsamen Strecke die Interstates 55 und 70. Entlang des Mississippi verläuft die hier den Illinois-Abschnitt der Great River Road bildende Illinois State Route 3. Im Stadtgebiet von Madison treffen ferner die Illinois State Routes 111 und 203 zusammen. Alle weiteren Straßen sind untergeordnete teils unbefestigte Fahrwege sowie innerstädtische Straßen.
Im Stadtgebiet von Madison verlaufen mehrere Eisenbahnlinien von Union Pacific Railroad und Norfolk Southern Railway zusammen, die von hier nach St. Louis führen.

Der St. Louis Downtown Airport liegt 17 km südlich, der größere Lambert-Saint Louis International Airport liegt 23,7 km nordwestlich von Madison.

## Demografische Daten
Nach der Volkszählung im Jahr 2010 lebten in Madison 3891 Menschen in 1573 Haushalten. Die Bevölkerungsdichte betrug 102,4 Einwohner pro Quadratkilometer. In den 1573 Haushalten lebten statistisch je 2,45 Personen. 
Ethnisch betrachtet setzte sich die Bevölkerung zusammen aus 39,7 Prozent Weißen, 55,5 Prozent Afroamerikanern, 0,2 Prozent amerikanischen Ureinwohnern, 0,2 Prozent Asiaten sowie 1,6 Prozent aus anderen ethnischen Gruppen; 2,7 Prozent stammten von zwei oder mehr Ethnien ab. Unabhängig von der ethnischen Zugehörigkeit waren 3,5 Prozent der Bevölkerung spanischer oder lateinamerikanischer Abstammung. 
27,3 Prozent der Bevölkerung waren unter 18 Jahre alt, 61,0 Prozent waren zwischen 18 und 64 und 11,7 Prozent waren 65 Jahre oder älter. 51,8 Prozent der Bevölkerung war weiblich.
Das mittlere jährliche Einkommen eines Haushalts lag bei 29.896 USD. Das Pro-Kopf-Einkommen betrug 19.311 USD. 26,6 Prozent der Einwohner lebten unterhalb der Armutsgrenze.

## Persönlichkeiten
- Floyd Johnson (1922–1981), Jazz-Saxophonist